# Hyla plicata
Hyla plicata és una espècie de granota de la família dels hílids. És endèmica de Mèxic. Els seus hàbitats naturals inclouen montans secs, prades parcialment inundades, rius, aiguamolls intermitents d'aigua dolça, jardins rurals, zones prèviament boscoses ara molt degradades i estanys.